# 景
景（けい）は、漢姓の一つ。

## 中国の姓
2020年の中華人民共和国の統計では人数順の上位100姓に入っておらず、台湾の2018年の統計では294番目に多い姓で、655人がいる。

### 由来
楚の平王の庶長子である子西（公子申、景申）を祖とする。景氏は屈氏・昭氏と共に楚の公族系でも最高の名門の1つであり、三閭と呼ばれた。

### 著名な人物
- 景駒 - 本姓は羋、氏は景。楚の公族出身。
- 景丹 - 後漢の武将。
- 景延広 - 五代の後晋の武将。
- 景海鵬 - 宇宙飛行士。
- 景甜 - 女優。

## 朝鮮の姓
景（けい、キョン、朝: 경）は、朝鮮人の姓の一つである。2015年の韓国の国勢調査による人口は3,923人。

### 著名な人物
- 景商鉉（朝鮮語版） - 韓国の政治家、元情報通信部長官。
- キョン・スジン（朝鮮語版） - 韓国の女優。
- 景宣植（朝鮮語版） - 韓国の教育者。

### 氏族
| 氏族（地域） | 創始者                 | 人数（2015年） | 備考     |
| ------------ | ---------------------- | -------------- | -------- |
| 江栗景氏     |                        | 5              | 강률경씨 |
| 江栗景氏     |                        | 5              | 강율경씨 |
| 慶州景氏     |                        | 113            |          |
| 広州景氏     |                        | 13             |          |
| 詩山景氏     |                        | 1,347          |          |
| 驪州景氏     |                        | 8              |          |
| 霊山景氏     |                        | 18             |          |
| 玆山景氏     |                        | 25             |          |
| 済州景氏     |                        | 5              |          |
| 泰安景氏     |                        | 37             |          |
| 泰連景氏     |                        | 12             |          |
| 泰仁景氏     | 中国の殷の貴族の景汝松 | 1,223          |          |
| 咸興景氏     |                        | 25             |          |
| 海州景氏     |                        | 1,033          |          |